# Jan Bogatko
Jan Bogatko herbu Pomian – regent ziemski rawski w 1767 roku, szambelan Stanisława Augusta Poniatowskiego w 1775 roku, stolnik mszczonowski od 1776 roku, członek konfederacji Adama Ponińskiego w 1773 roku, poseł ziemi rawskiej na Sejm Rozbiorowy 1773–1775.